# Kardynał szkarłatny
Kardynał szkarłatny (Cardinalis cardinalis) − gatunek ptaka z rodziny kardynałów (Cardinalidae). Występuje na wschodzie i południu Ameryki Północnej, od południowych krańców Kanady po południowe obszary Stanów Zjednoczonych (Teksas), Meksyk oraz północne krańce Gwatemali i Belize. Spotykany również na Wielkiej Wyspie na Hawajach. Preferuje obszary zalesione, ogrody, zarośla i bagna.
Średniej wielkości ptak śpiewający osiągający długość 21–23 cm. Zarówno samica, jak i samiec posiadają grzebień z piór umiejscowiony z tyłu głowy, który potrafią stroszyć. Maska samca jest czarna, zaś samicy szara lub brązowa. Dymorfizm płciowy zaznacza się poprzez kolor ubarwienia ptaków. Samce są żywo czerwone, samice zaś bladoczerwone, beżowe lub brązowawe. Kardynał szkarłatny odżywia się głównie nasionami, rzadziej owadami i owocami. Samce są bardzo terytorialne. Lęg odbywa się dwa do czterech razy w roku. Jednorazowo samica składa od trzech do czterech jaj. Gatunek ten był bardzo popularny jako zwierzę domowe, jednakże w Stanach Zjednoczonych od 1918 roku zabrania się trzymania go w niewoli.

## Taksonomia i systematyka
Kardynał szkarłatny jest jednym z trzech gatunków rodzaju Cardinalis, zaliczanego do rodziny Cardinalidae.
Jest jednym z wielu gatunków zwierząt opisanych przez Karola Linneusza w 1758 roku w 10. edycji Systema Naturae, którą uważa się za początek nomenklatury zoologicznej. Początkowo opisany został jako przedstawiciel rodzaju Loxia, który obecnie obejmuje jedynie krzyżodzioby. W 1838 roku umieszczono go w rodzaju Cardinalis jako C. virginianus czyli „wirginijski kardynał”. Siedemdziesiąt lat później, w roku 1918, przemianowano go na Richmondena cardinalis, honorując amerykańskiego ornitologa Charlesa W. Richmonda. Jednakże w 1983 przywrócono do łask poprzednią nazwę, C. cardinalis. Zwyczajowa nazwa rodzajowa „kardynał” (ang. Cardinal) nawiązuje do kardynałów Kościoła Rzymskokatolickiego, w związku z kolorem upierzenia bliskim z kolorem szat i nakryć głów katolickich kardynałów. Polska nazwa gatunkowa „szkarłatny”, odnosi się również do charakterystycznego ubarwienia tego gatunku, zaś angielska nazwa Northern Cardinal wskazuje miejsce występowania.
Wyróżniono kilkanaście podgatunków C. cardinalis:
- C. cardinalis cardinalis (Linnaeus, 1758) – kardynał szkarłatny[3] – południowo-wschodnia Kanada, środkowe i wschodnie USA (z wyjątkiem południowo-wschodniej Georgii i Florydy).
- C. cardinalis floridanus Ridgway, 1896 – południowo-wschodnia Georgia i Floryda.
- C. cardinalis magnirostris Bangs, 1903 – południowy Teksas i środkowa Oklahoma do Missisipi.
- C. cardinalis canicaudus Chapman, 1891 – zachodnia Oklahoma oraz zachodni i środkowy Teksas do środkowego Meksyku.
- C. cardinalis coccineus Ridgway, 1873 – kardynał jukatański[3] – San Luis Potosí do północnego Oaxaca.
- C. cardinalis littoralis Nelson, 1897 – Veracruz do Tabasco.
- C. cardinalis yucatanicus Ridgway, 1887 – u nasady półwyspu Jukatan.
- C. cardinalis phillipsi Parkes, 1997 – Jukatan.
- C. cardinalis flammiger J.L. Peters, 1913 – południowy Quintana Roo, północno-wschodnie Belize i północna Gwatemala.
- C. cardinalis saturatus Ridgway, 1885 – Cozumel.
- C. cardinalis superbus Ridgway, 1885 – południowo-zachodnie USA i północna Sonora.
- C. cardinalis seftoni (Huey, 1940) – środkowa Kalifornia Dolna.
- C. cardinalis igneus S.F. Baird, 1860 – kardynał kalifornijski[3] – południowa Kalifornia Dolna.
- C. cardinalis clintoni (Banks, 1963) – Isla Cerralvo.
- C. cardinalis townsendi (van Rossem, 1932) – wyspa Tiburón i sąsiedni obszar wybrzeża w stanie Sonora.
- C. cardinalis affinis Nelson, 1899 – północno-środkowy i zachodnio-środkowy Meksyk.
- C. cardinalis sinaloensis Nelson, 1899 – zachodni Meksyk.
- C. cardinalis mariae Nelson, 1898 – Islas Marías.
- C. cardinalis carneus (Lesson, 1842) – kardynał długodzioby[3] – południowo-zachodni Meksyk.

## Wygląd
Kardynał szkarłatny jest średniej wielkości ptakiem śpiewającym osiągającym długość 21–23 cm i rozpiętość skrzydeł równą 25–31 cm. Waży około 45–50 gramów. Samiec jest nieznacznie większy od samicy.
Kolor upierzenia samców jest zależny od ilości karotenoidowego pigmentu zawartego w pożywieniu. Ubarwienie wytwarzane jest zarówno dzięki żółtym jak i czerwonym karotenoidom występujących w komórkach chloroplastycznych i chromoforycznych spożywanych pokarmów roślinnych. Samce posiadają zdolność metabolizowania karotenoidowych pigmentów, by wytworzyć kolor upierzenia odmienny od koloru spożywanych pigmentów. Podczas okresu głodu samce pomimo spożywania jedynie żółtego pigmentu, stają się bladoczerwone, nie żółte.

## Występowanie i środowisko
Kardynał szkarłatny występuje obficie w środkowej i wschodniej części Stanów Zjednoczonych, na południu Kanady w prowincjach Ontario, Quebec i Nowa Szkocja. Rozpowszechniony jest również w Meksyku, na północy Gwatemali i Belize. W 1700 roku został wprowadzony na Bermudach, a później także na Hawajach oraz w południowej Kalifornii. Naturalnym środowiskiem występowania kardynała szkarłatnego są obszary zalesione, zarośla i bagna, choć preferuje również obszary zaludnione, np. parki i ogrody w miastach. Ptaki te są bardzo terytorialne, lecz są w stanie migrować w celu uniknięcia ekstremalnych warunków pogodowych lub głodu, spowodowanego brakiem wystarczających ilości pożywienia na zamieszkiwanych przez nie obszarach.
Komisja Faunistyczna Sekcji Ornitologicznej Polskiego Towarzystwa Zoologicznego wymienia kardynała szkarłatnego na liście gatunków stwierdzonych w Polsce, lecz nie zaliczonych do awifauny krajowej (kategoria E w klasyfikacji AERC – pojaw nienaturalny).

## Ekologia
Na kardynała szkarłatnego poluje szeroka gama rodzimych, północnoamerykańskich drapieżników, w tym: krogulec czarnołbisty, dzierzba siwa, dzierzba srokosz, wiewiórka szara, sowa uszata i syczoń krzykliwy. Na jaja i pisklęta poluje np. wąż królewski mleczny, Coluber constrictor, modrosójka błękitna, pręgowiec amerykański, wiewiórka czarna czy sosnowiórka czerwona.

### Dieta

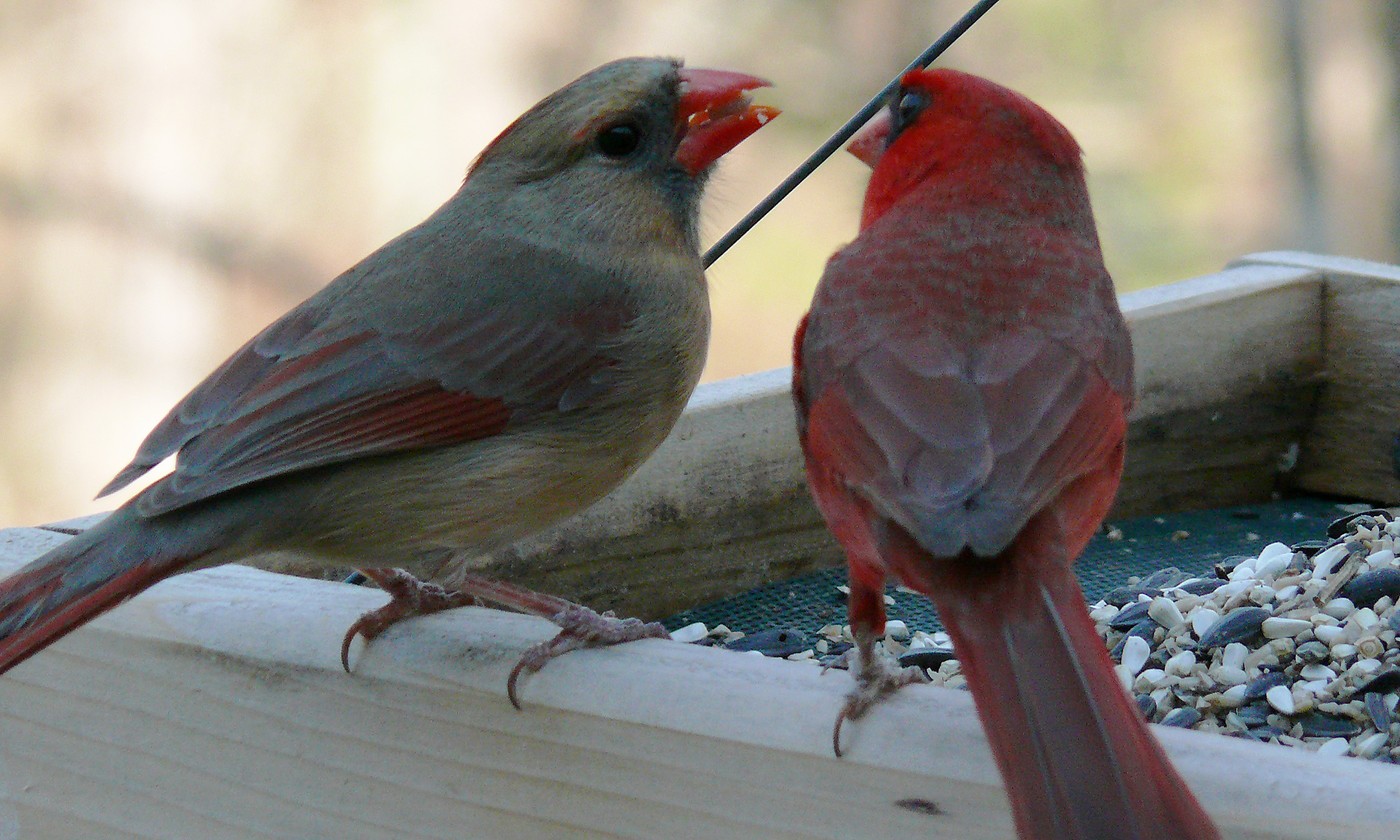
Samce często karmią samiczki w ramach zachowań godowych

Dieta kardynała szkarłatnego składa się głównie (aż w 90 procentach) z nasion chwastów, ziaren zbóż i owoców. Jest to jeden z wielu gatunków ptaków pożywiających się blisko przy ziemi. Ptak ten podskakuje po ziemi w poszukiwaniu odpowiedniego pokarmu. Czasami, lecz rzadziej pożywia się na drzewach lub w zagajnikach. W skład jego diety wchodzą chrząszcze, cykady, koniki polne, ślimaki, dzikie owoce i jagody, zboże (gł. kukurydza i owies), nasiona słonecznika, kwiaty i kora wiązów oraz sok klonowy, pobierany za pomocą otworów wybitych przez dzięcioły z rodzaju Sphyrapicus (przykład komensalizmu). Podczas lata, ptaki te są wybredne w wybieraniu odpowiedniego pokarmu, preferując głównie nasiona i owoce. Zimą zwierzęta te są mniej wybiórcze, pożywiają się wszystkim co znajdą z powodu małej ilości pokarmu. Kardynał szkarłatny stosunkowo rzadko pożywia się owadami, choć są one najważniejszym składnikiem diety piskląt.

## Status
IUCN uznaje kardynała szkarłatnego za gatunek najmniejszej troski (LC, Least Concern) nieprzerwanie od 1988 roku. W 2020 roku organizacja Partners in Flight szacowała liczebność populacji na około 130 milionów dorosłych osobników. Trend liczebności populacji oceniany jest jako stabilny.

## Kardynał szkarłatny w kulturze
Ptak ten jest symbolem aż siedmiu stanów USA.
Studio CD Projekt, zajmujące się produkcją oraz dystrybucją gier komputerowych, od 2014 roku w swoim logo posiada kardynała szkarłatnego. Według Adama Badowskiego, szefa spółki, ptak ten został wybrany z powodu koloru, kojarzonego z marką, jak również z racji wyróżniających go niezależności i niezłomności.